# ABCヴィーナスバトル
ABCヴィーナスバトルは朝日放送系列の公開オーディション番組。正式タイトルは「ABCヴィーナスバトル 有名企業イメージガール選択会議」になっている。スポンサーでもある一流企業が参加し、自社のイメージガールを番組内で決定する。東京・大阪の予選を勝ち抜いた20~30名のアイドルがスタジオでユニークな関門に挑戦、企業にアピールしていく。深夜放送にもかかわらず、水着が一切登場しない硬派なつくりになっている。収録は芝公園スタジオ。

## MC
- 雨上がり決死隊（2005年）
- ガレッジセール、赤江珠緒朝日放送アナウンサー（2006年）
- ガレッジセール、羽谷直子朝日放送アナウンサー（2007年）

## 参加企業
- ERA
- エステー
- EPSON
- KAGOME
- TOYO TIRES
- ツムラ
- バイク王
- フォルクスワーゲン
- マンダム
- 森永製菓

## 前番組
ABCデジタルダビンチ CGCMグランプリ（- 2004年）

## スタッフ
- 構成 : 小池正宏、木野聡、中川ゆーすけ
- AD : 大川吉英、小八木敬三、古川茜
- ディレクター : 尾崎義史、宮井豊、古田隆文
- 演出 : 武田竜太
- アシスタントプロデューサー：橘庸介、藤河慶子
- プロデューサー :市川寿憲、藤岡達也、岸本拓磨、長谷川豊（エックスワン）
- 技術協力 :テクノマックス、戯音工房ほか
- 企画協力 :吉本興業
- 制作 : 朝日放送、エックスワン